# San Pedro Xalpa
San Pedro Xalpa är en ort i Mexiko, tillhörande Huehuetoca kommun i delstaten Mexiko i den centrala delen av landet. San Pedro Xalpa ligger öster om kommunens huvudort Huehuetoca och nära gränsen till kommunen Zumpango. Orten tillhör Mexico Citys storstadsområde och hade 4 167 invånare vid folkmätningen 2010.